# Гордон, Шмуэль Лейб
Гордон Шмуэль Лейб (1867, Лида — 19 ноября 1933, Тель-Авив) — педагог, поэт, переводчик и исследователь Библии.

## Биография
Родился в Лиде в семье Моше-Цви и Эстер Гордонов. Образование получил в Талмуд-торе и иешиве. В 1897 приехал в Эрец-Исраэль, поселившись в Яффе, преподавал в течение трёх лет в еврейской мужской школе. В 1901 вернулся в Варшаву, где он основал школу с преподаванием на иврите, редактировал журналы для детей и юношества «Олам катан» (1901—1905), «Ха-Не‘урим» (1904—1905) и учительский ежемесячник «Ха-Педагог» (1903—1904).
В 1924 году вернулся в Эрец-Исраэль. С 1907 работал над обширными комментариями к Библии, которые являются основным учебным пособием при её изучении в светских школах Израиля.
Автор книги стихов «Киннор Иешурун» («Арфа Израиля», тт. 1-3, 1891-93) и книг «Торат ха-сифрут» («Теория литературы», тт. 1-2, 1900). Гордон был плодовитым переводчиком, перевёл произведения многих известных писателей на иврит, таких как — У.Шекспир, И.Зангвилла, П.Хейзе, Лафонтена, Г.Гейне, Т.Мора, Иегоаша, Ш.Фруга.
Гордон был женат на Малке Блюмгартен — сестре Иегоаша.
Его именем названы улицы в Петах-Тикве, Тель-Авиве, Хайфе.